# UAZ Hunter
UAZ Hunter este un SUV produs de UAZ din 2003 până în prezent (2021). În prezent, aproximativ 39.000 de unități ale vehiculului au fost vândute în toată lumea. Vehiculul este o versiune mai civilă a vehiculului UAZ-469. Vehiculul este exportat în Caraibe, Cuba, România, Africa și Bulgaria. Vehiculul este destul de popular ca SUV în Europa de Est și în multe privințe este considerat mai bun decât vechiul UAZ-469. Vehiculul este aproape indistinct de UAZ-469 original și sunt produse împreună, singura diferență este că UAZ-469 este mai robust și ușor mai puternic decât UAZ Hunter.
Vehiculul are multe componente îmbunătățite în comparație cu cele de la UAZ-469, vehiculul are și o versiune de camionetă și camionetă, care sunt, de asemenea, destul de populare. Vehiculul are, de asemenea, un șasiu cabină și versiuni de camionete de poliție, dar acestea nu sunt destul de populare, deoarece versiunile utilitare ale SUV-urilor nu sunt cu adevărat populare, similar cu vehiculul Lada Niva. În 2019 au fost produse și vândute în jur de 10.000 de unități. Datorită căderii Uniunii Sovietice, Lada Niva este acum un concurent al SUV-urilor UAZ-469 și UAZ Hunter.